# Sergej Morozov (calciatore)
Sergej Morozov (in russo Сергей Морозов?, in ucraino Сергій Миколайович Морозов?; Mariupol', 15 gennaio 1961) è un ex calciatore sovietico, dal 1991 ucraino.

## Carriera
È stato il capocannoniere della Coppa delle Coppe 1983-1984 (insieme a Mark McGhee e Viktor Gračëv) grazie alle 5 reti realizzate nella competizione.